# José Ramón Fernández Domínguez
José Ramón Fernández (Madrid, 1962) es un escritor, filólogo, dramaturgo y narrador español.

## Biografía
José Ramón Fernández es Licenciado en Filología por la Universidad Complutense de Madrid. Considerado uno de los autores más importantes de su generación, su obra ha sido reconocida con premios como el Premio Nacional de Literatura Dramática, por La colmena científica o El café de Negrín (2011), el Premio Nacional de Teatro Calderón de la Barca, por Para quemar la memoria (1998) o el Premio Lope de Vega, por Nina (2003). Asimismo, fue finalista del Premio Tirso de Molina por La tierra (1998). En 1993, tras participar en el taller de dramaturgia de Marco Antonio de la Parra, funda el Teatro del Astillero junto a algunos de los dramaturgos con los que coincidió en el taller: Juan Mayorga, Luis Miguel González Cruz y Raúl Hernández Garrido.
Ha estrenado una treintena de obras —entre las que destaca Las Manos, primera pieza de la Trilogía de a juventud (escrita en colaboración con Yolanda Pallín y Javier García Yagüe) y por la que recibió el Premio Ojo Crítico y el Premio Max de la SGAE al mejor texto en castellano— y veinte versiones o traducciones de textos ajenos.
En 2011 publicó la novela Un dedo con un anillo de cuero, en lo que supuso su regreso al género que le vio nacer como escritor.
Actualmente trabaja para el Centro de Documentación Teatral del Ministerio de Cultura de España.

## Obras
Sus obras han sido traducidas al inglés, francés, italiano, árabe, polaco, rumano y griego.

### Teatro
- 1994, Para quemar la memoria. (Premio Nacional de Teatro Calderón de la Barca 1993)
- 1995, El silencio de las estaciones.
- 1995, El cometa.
- 1995, 1898.
- 1996, Mariana.
- 1996, Palabras acerca de la guerra. Antonio Machado, 1996. 50 Págs. ISBN 9788477743583
- 1997, Las mujeres fragantes. Teatro del Astillero, 2008. 90 págs. ISBN 9788493630034.
- 1997, Una historia de fantasmas.
- 1998, Dos.
- 1998, Mano Amarilla.
- 1998, La tierra. (Finalista del Premio Tirso de Molina 1998). Ministerio de Cultura, 2009. 95 Págs. ISBN 9788487731952
- 1998, La hierba.
- 1999, El criado del rico mercader.
- 2000, Me perdí en tus ojos.
- 2001, Si amanece nos vamos.
- 2002, Juan Belmonte.
- 2002, Ombra della sera.
- 2003, Hoy es mi cumpleaños.
- 2004, Nina. (Premio Lope de Vega 2003)
- 2004, Babilonia.
- 2004, El que fue mi hermano (Yakolev). Fundamentos, 2011. 128 Págs. ISBN 9788424512521
- 2004, Monólogo de la perra roja.
- 2005, Meteco.
- 2005, Sueño y Capricho.
- 2006, Un momento dulce. La felicidad.
- 2011, La colmena científica o El Café de Negrín (Premio Nacional de Literatura Dramática). Residencia de Estudiantes de Madrid, 2010. 192 págs. ISBN 9788493747435
- 2012, Mi piedra Rosetta[1]

#### Trabajos colectivos
- 1994, ¿Qué hizo Nora cuando se marchó?. (En colaboración con Fernando Doménech, Juan Antonio Hormigón y Carlos Rodríguez. Madrid, ADE).
- 1994, Sangre Iluminada De Amarillo. (En colaboración con Pablo Calvo, Rafael Lassaleta y Angel Solo. Inédita.)
- 1998, Estado hormonal. (En colaboración con Margaret Jova. Redacción de escenas para el espectáculo coreografiado por M.Jova, D.Perdikidis, E.Morris y T. Nieto, con la colaboración de Carlos Rodríguez).
- 1999, Estación Sur. (En colaboración con Guillermo Heras, Raúl Hernández Garrido, Luis Miguel González Cruz y Juan Mayorga.). Teatro del Astillero. Madrid.
- 1999, Trilogía de la juventud I: Las manos. (En colaboración con Yolanda Pallín y Javier García Yagüe. Premios Ojo Crítico y Celestina 1999. Premio de la Crítica de Valencia y Premio MAX de las Artes Escénicas al mejor autor en castellano 2002.). Fundación Autor. Madrid. 142 Págs. ISBN 9788480484381
- 2000, Trilogía de la juventud II: Imagina. (En colaboración con Yolanda Pallín y Javier García Yagüe. Finalista del Premio Nacional de Literatura 2003. Premio El País de las Tentaciones al mejor espectáculo teatral de la temporada 2001.). AAT. Madrid, 2002.
- 2001, La Safor (Texto colectivo elaborado por Fernández, González Cruz, Heras y Mayorga, a propuesta del Instituto del Teatro del Mediterráneo, dentro del proyecto Almutamid.). Este monólogo se publicó en castellano y árabe en el libro Cuentos de las dos orillas. Edición de José Monleón. Fundación El legado Andalusí. Granada, 2001.
- 2002, Trilogía de la juventud III: 24/7. (En colaboración con Yolanda Pallín y Javier García Yagüe). Primer Acto, nº 295, IV 2002.
- 2003, Intolerancia (Espectáculo de Teatro del Astillero con textos de Inmaculada Alvear, Luis Miguel González Cruz, Guillermo Heras, Raúl Hernández Garrido y Juan Mayorga. Para este espectáculo se utilizaron, fragmentos de Me perdí en tus ojos y La Safor).
- 2007, En la calle. (Escrita en colaboración con Ernesto Arias).
- 2016, Las Cervantas. (Escrita en colaboración con Inma Chacón para un proyecto de la BNE).[2][3]

#### Dramaturgia sobre textos ajenos
- (2000) Una modesta proposición, sobre el libelo de Jonathan Swift A modest proposal'. (En colaboracíon con el actor Mariano Venancio. Estreno en Madrid, Sala Fernando de Rojas del Círculo de Bellas Artes, en octubre de 2000, con dirección de Luis Miguel González Cruz.
- (2000) Happy end, sobre la opereta homónima de Brecht/Weill, para el espectáculo operístico Kurt Weill 2000, estrenado en Madrid, Teatro de la Zarzuela, en octubre de 2000, con dirección de Gerardo Vera.
- (2001) El trueno dorado, sobre la novela homónima de Ramón del Valle-Inclán. Estreno en San Sebastián de los Reyes, Teatro Adolfo Marsillach, en abril de 2001, bajo la dirección de Francisco Vidal.
- (2002) El señor Badanas, sobre la comedia homónima de Carlos Arniches. Estrenada en Zamora, Teatro Principal, en mayo de 2002 bajo la dirección de Francisco Vidal.
- (2003) Bodas de Sangre. Trabajo de dramaturgia sobre la obra de Federico García Lorca para la compañía Alquibla Teatro. Estrenada en el Teatro Guerra de Lorca en octubre de 2003 con dirección de Antonio Saura.
- (2004) El día de las locuras. Fígaro de Beaumarchais. Versión y dramaturgia de Las bodas de Fígaro, de Beaumarchais, para la compañía Alquibla Teatro. Estrenada en el Teatro Guerra de Murcia en octubre de 2004 con dirección de Antonio Saura.
- (2005) Los papalagi (Una tribu muy rara). Dramaturgia sobre los discursos del jefe Samoano Tuiavii de Tiavea, transcritos por Erich Scheurmann en 1929. Monólogo interpretado por Janfri Topera y estrenado en el espacio La cafetería del Teatro Madrid en octubre de 2005, bajo la dirección de Eduardo Fuentes.
- (2006) Macbeth. Versión de la tragedia de Shakespeare. Estrenada en el Teatro Principal de Ourense el 19 de julio de 2006 por la compañía Sarabela Teatro, con traducción al gallego de Nati Borrajo y dirección de Helena Pimenta.
- (2007) Buenas noches, Hamlet. Versión libre de Hamlet de Shakespeare, escrita en colaboración con David Amitin. Estrenada en Villafranca del Castillo en diciembre de 2006 con dirección de David Amitin y en el Teatro Lagrada de Madrid en enero de 2007.
- (2011) La alegría de vivir. Versión de la comedia de Noël Coward. Estrenada en el Teatro Galileo de Madrid en octubre de 2011 bajo la dirección de Francisco Vidal.[4][5]

### Novela
- (1991) No olvides a tus muertos.Editorial Calambur. 112 pags. ISBN 8488015046
- (2011) Un dedo con un anillo de cuero. Eugenio Cano Publishing Company, 2011. 137 págs. ISBN 9788493670962

- Datos: Q16300421